# Журавлиний заказник (Київська область)
Журавли́ний заказник — орнітологічний заказник загальнодержавного значення в Україні. Розташований на теренах Сувидської сільської ради Вишгорордського району Київської області.

## Загальні відомості
Створений згідно Указу Президента України від 10 грудня 1994 року № 750/94. Землекористувачем теренів заказника є Державне підприємство «Вище-Дубечанське лісове господарство». Заказник розміщено в квадратах 21, 22, 27, 28, 34, 35, 41, 42, 48, 49, 56, 57, 65, 73 Чорнинського лісництва. Відноситься до IV категорії МСОП. 
Площа заказника 399,70 га. На навколишніх ділянках у 2010 році заклали ландшафтний Чернинський заказник площею 3,134 га.

## Опис
Заказник було створено на основі масиву лівобережного поліського низового болота «Видра». Хоча раніше було спрямлено русло річки посеред болота для меліорації, це не призвело до його осушення. Зрештою відбувається вторинне заболочення теренів з потенційною можливістю повного відновлення всього комплексу болота, з більшою глибиною у південній частині. Вторинному заболоченню сприяє високий рівень ґрунтових вод завдяки наявності Київського водосховища та життєдіяльність колонії бобрів, що створили численні загати на протоках. Наразі значна частина площі болота є важкопрохідною. Вона заросла очеретом, чагарниковою вербою, на зволожених острівцях посеред болота ростуть вільшаники, поодинокі берези, чия чисельність зростає у північній частині масиву. По периметру болотний масив оточено вільховим лісом. До менш зволоженої північної частини прилягає дубово-грабово-кленовий ліс. Тут трапляються 100-150-річні дуби, ясени, клени, липи, берези, вільхи. У трав'яному покриві переважає анемона жовтецева, також зростає конвалія, веснівка дволиста, купина, вороняче око, ведмежа цибуля. 
Завдяки годівлі, організованої мисливським господарством «Ошитки», у заказнику живуть доволі значні популяції кабанів, європейського оленя, сарни, лося, зайця. У невеликій кількості стрічаються рисі та вовки. 
Заказник вирізняється розмаїттям птахів, яких налічують 114 видів. Переважно тут гніздяться види, притаманні заростям чагарників і очерету звичайного: очеретянки, кропив'янки, деркачі, водяний пастушки). Особливої уваги заслуговують види, що визнані у Європі МСОП, Міжнародною радою охорони птахів такими, що перебувають під загрозою: Це підорлик малий, шуліка чорний, лунь очеретяний, яструб великий, тетерук, погонич звичайний, мородунка, сова болотяна, жовна чорна, рябогруда кропив'янка (Sylvia nisoria), мухоловка білошия, сорокопуд терновий, канюк. Найбільшу цінність на теренах заказника мають обмежені до десятка пар популяції чорного лелеки, сірого журавля, змієїда, занесених до Червоної книги України.